# Анатолий Алексин
Вижте пояснителната страница за други личности с името Алексин.
Анатолий Алексин е съветски драматург, сценарист и писател на произведения в жанра детско-юношеска литература.

## Биография и творчество
Анатолий Георгиевич Гоберман е роден на 3 август 1924 г. в Москва, СССР. Баща му Георгий Гоберман е участник в Гражданската война. Преподава в Икономическия институт на Централен изпълнителен комитет (ЦИК) на СССР до 1937 г., когато е арестуван и осъден на разстрел, но присъдата му е отменена през 1939 г. Майка му, Мария Гоберман, е актриса, но след арестуването на съпруга ѝ е уволнена.
Дебютира със стихове във вестник „Пионерская правда“, а после и в „Комсомолская правда“. В началото на войната е евакуиран с майка си в Каменск Уралски, където работи като редактор на работническия вестник „Крепость обороны“ към Уралския алуминиев завод.
През 1950 г. завършва Московския институт за ориенталски изследвания. Същата година е публикувана първата му повест „Тридесет и един ден“ под псевдонима Анатолий Алексин. След дипломирането си работи в различни периодични издания. Бил е член на редакционната колегия на списание „Юност“.
През 1958 г. става член на КПСС. В периода 1970 – 1989 г. е секретар на Съюза на писателите на РСФСР.
Автор е на няколко десетки романа, повести и истории за деца, младежи и възрастни.
Те са реалистични, като в тях не липсва мелодрама и сантименталност, и представят сблъсъка на децата и юношите със света на възрастните. Характеризират се с острота на конфлистите, тънки психологически наблюдения, добро чувство за хумор, актуални теми, и разпознаваеми герои и ситуации – семейство, училище, летен лагер, военна игра, първата любов, и др.
Произведенията на писателя са публикувани на 48 езика по света и са издадени в над 120 милиона екземпляра.
Освен това е автор на сценарии, по които са заснети няколко филма: „Пиша ти ...“, „Правото да бъдеш дете“, „График за утре“, и др.
През 1993 г. емигрира в Израел. През 2011 г. се премества да живее в Люксембург.
Анатолий Алексин умира на 1 май 2017 г. в Люксембург. Погребан е в Москва.

## Произведения

### Самостоятелни романи
- Сага о Певзнерах (1994)
- Смертный грех (1995)
- Не родись красивой, или Последний тост (1999)

### Повести
- Тридцать один день (1950)
Тридесет и един ден, изд.: „Народна младеж“, София (1952), прев. Радивой Дичев
- Отряд шагает в ногу (1952)
- Записки Эльвиры (1956)
- Саша и Шура (1956)
Саша и Шура, изд.: „Народна младеж“, София (1959), прев. Елка Хаджиева
- Необычайные похождения Севы Котлова (1958)
- Говорит седьмой этаж (1959)
- Коля пишет Оле, Оля пишет Коле (1965)
- А тем временем где-то (1967)
И там нейде, изд.: „Народна младеж“, София (1972), прев. Савка Чехларова, в „Една много страшна история“
- В стране вечных каникул (1967)
- Мой брат играет на кларнете (1968)
Моят брат свири на кларнет, изд.: „Народна култура“, София (1969), прев. Маргарита Митовска
- Поздний ребёнок (1968)
Закъснялото дете, изд.: „Народна младеж“, София (1972), прев. Савка Чехларова, в „Една много страшна история“
- Звоните и приезжайте! (Про нашу семью) (1970) 
Една много страшна история, изд.: „Народна младеж“, София (1972), прев. Савка Чехларова
- Действующие лица и исполнители (1972)
Действащи лица и изпълнители, изд.: „Отечество“, София (1978), прев. Савка Чехларова, в „Смахнатата Евдокия“
- Позавчера и послезавтра (Чехарда) (1974)
Завчера и вдругиден, изд.: „Отечество“, София (1978), прев. Савка Чехларова, в „Смахнатата Евдокия“
- Третий в пятом ряду (1975)
Третият от пети ред, изд.: „Отечество“, София (1978), прев. Савка Чехларова, в „Смахнатата Евдокия“
- Безумная Евдокия (1976)
Смахнатата Евдокия, изд.: „Отечество“, София (1978), прев. Яню Стоевски
- В тылу как в тылу (1976)
- Раздел имущества (1978)
- Сердечная недостаточность (1979)
- Дневник жениха (1980)
- Домашний совет (1980)
Семеен съвет, изд.: „Профиздат“, София (1983), прев. Кузман Савов
- Ивашов (1980)
- Здоровые и больные (1981)
- Запомни его лицо (1985)
- Сигнальщики и горнисты (1985)
- Дым без огня (1985)
- Дима Тима и так далее (1986)
- Добрый гений (1987)
- Игрушка (Ночной обыск) (1989)
- Диагноз (1996)
- Смешилка (1996)
- Если бы их было двое… (1997)
- Не родись красивой… (1999)
- Плоды воспитания (1999)
- Виссарион (2000)
- Смешилка это я! (2006)
- Обгон (2007)
- Шаги (2007)
- Ты ещё помнишь? (2007)

### Пиеси
- Мой брат играет на кларнете (1968)
- В стране вечных каникул (1970)
- Обратный адрес (1971)
- Десятиклассники (1971)
- Звоните и приезжайте! 1972
- Молодая гвардия (1973)
- Поздний ребёнок (1974)
- Не больно? (1975)
- Пойдём в кино? (1977)
- Очень страшная история (1978)
- Честное комсомольское (1978) – с А. Кузнецов
- Поздний ребёнок (1982)
- Сигнальщики и Горнисты (1986)
- Книга жалоб и восхищений (1988)

### Сценарии
- 1959 Я вам пишу…
- 1959 Потерянная фотография
- 1965 Горячий камень – мултипликационен
- 1970 Поздний ребёнок
- 1972 Сестра музыканта
- 1972 Ура! У нас каникулы!
- 1973 Mein Bruder spielt Klarinette (ГДР)
- 1976 Расписание на завтра
- 1978 Фотографии на стене
- 1978 Накануне премьеры
- 1986 Очень страшная история
- 2006 Свой остров